# Imbrasia gueinzii
Imbrasia gueinzii är en fjärilsart som beskrevs av Otto Staudinger 1872. Imbrasia gueinzii ingår i släktet Imbrasia och familjen påfågelsspinnare. Inga underarter finns listade i Catalogue of Life.